# Influenzavirus A subtipo H1N2

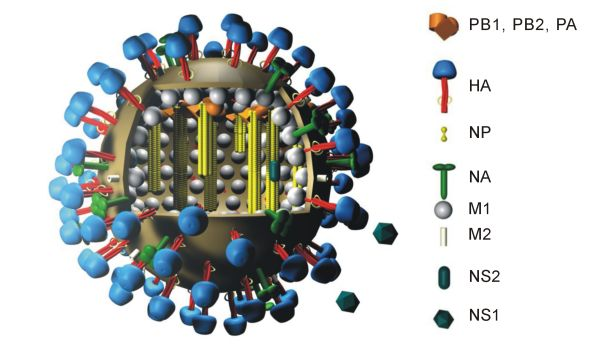
influenzavirus A subtipo H1N2

El influenzavirus A subtipo H1N2 es una especie de influenzavirus tipo A del virus de la gripe. Actualmente es endémica en poblaciones de cerdos y ocasionalmente se ve en los seres humanos. El nombre H1N2 fue referenciado a dos subtipos de antígenos presentes a la superficie de virus:
- La hemaglutinina de tipo 1.
- La neuraminidasa de tipo 2.

El virus no causa enfermedades más graves que otros virus de la gripe, y no se han asociado aumentos inusuales en la actividad gripal.

## Historia
Entre diciembre de 1988 y marzo de 1989, se identificaron 19 casos aislados del virus de la gripe H1N2 en 6 ciudades de China, pero el virus no se propagó más.
El influenzavirus A subtipo H1N2 fue identificado durante la temporada de gripe 2001-2002 (hemisferio norte) en Canadá, Estados Unidos, Irlanda, Letonia, Francia, Rumania, Omán, India, Malasia y Singapur con el primer brote documentado del virus que se produjo en la India el 31 de mayo de 2001.
El 6 de febrero de 2002, la Organización Mundial de la Salud (OMS) en Ginebra y el Servicio de Laboratorio de Salud Pública (PHLS) del Reino Unido notificaron la identificación del virus de la gripe A(H1N2) de los seres humanos en el Reino Unido, Israel y Egipto.
La cepa de Wisconsin de la Gripe A (H1N2) de 2001-2002 parece haber sido el resultado del reagrupamiento de los genes de los subtipos de gripe A (H1N1) y A (H3N2) actualmente circulantes.
En marzo de 2018 se identificó un único caso de H1N2 en un joven de 19 meses en los Países Bajos.
En enero de 2019 se identificó un único caso de H1N2 en Suecia.
Debido a que la proteína hemaglutinina del virus es similar a la de los virus A (H1N1) que circulan actualmente y la proteína neuraminidasa es similar a la de los virus actuales A (H3N2), la vacuna contra la gripe estacional debe proporcionar una buena protección contra el virus de la gripe, así como protección contra los virus estacionales A (H1N1), A (H3N2) y B que circulan actualmente.
En octubre de 2020, un caso de una nueva variante del H1N2 fue confirmado en Alberta, Canadá y fue el primer caso humano confirmado en el país.